# Cycas zambalensis
Cycas zambalensis é uma espécie de cicadófita do género Cycas da família Cycadaceae, nativa de Luzon, nas Filipinas. Esta espécie foi descrita em 2005.